# Президентские выборы в Индонезии (2009)
Президентские выборы в Индонезии состоялись 8 июля 2009 года. Второй раз в истории страны граждане напрямую выбрали президента и вице-президента государства. Действующий президент Юдойоно был переизбран на второй срок большинством голосов избирателей.

## Кандидаты
| Партия                                                                               | Президент                                                                  | Вице-президент                                                                   |
| ------------------------------------------------------------------------------------ | -------------------------------------------------------------------------- | -------------------------------------------------------------------------------- |
| Демократическая партия, поддержка 4 партий                                           | Сусило Бамбанг Юдойоно, действующий президент Индонезии                    | Будионо, бывший руководитель Банка Индонезии                                     |
| Голкар, при поддержке Партии народной совести                                        | Мухаммад Юсуф Калла, действующий вице-президент Индонезии                  | Виранто, генерал, бывший министр обороны                                         |
| Демократическая партия борьбы Индонезии, при поддержке Движения за великую Индонезию | Мегавати Сукарнопутри, бывшая президент Индонезии, дочь президента Сукарно | Прабово Субианто, бывший руководитель спецназа Копассус, зять президента Сухарто |

## Портреты

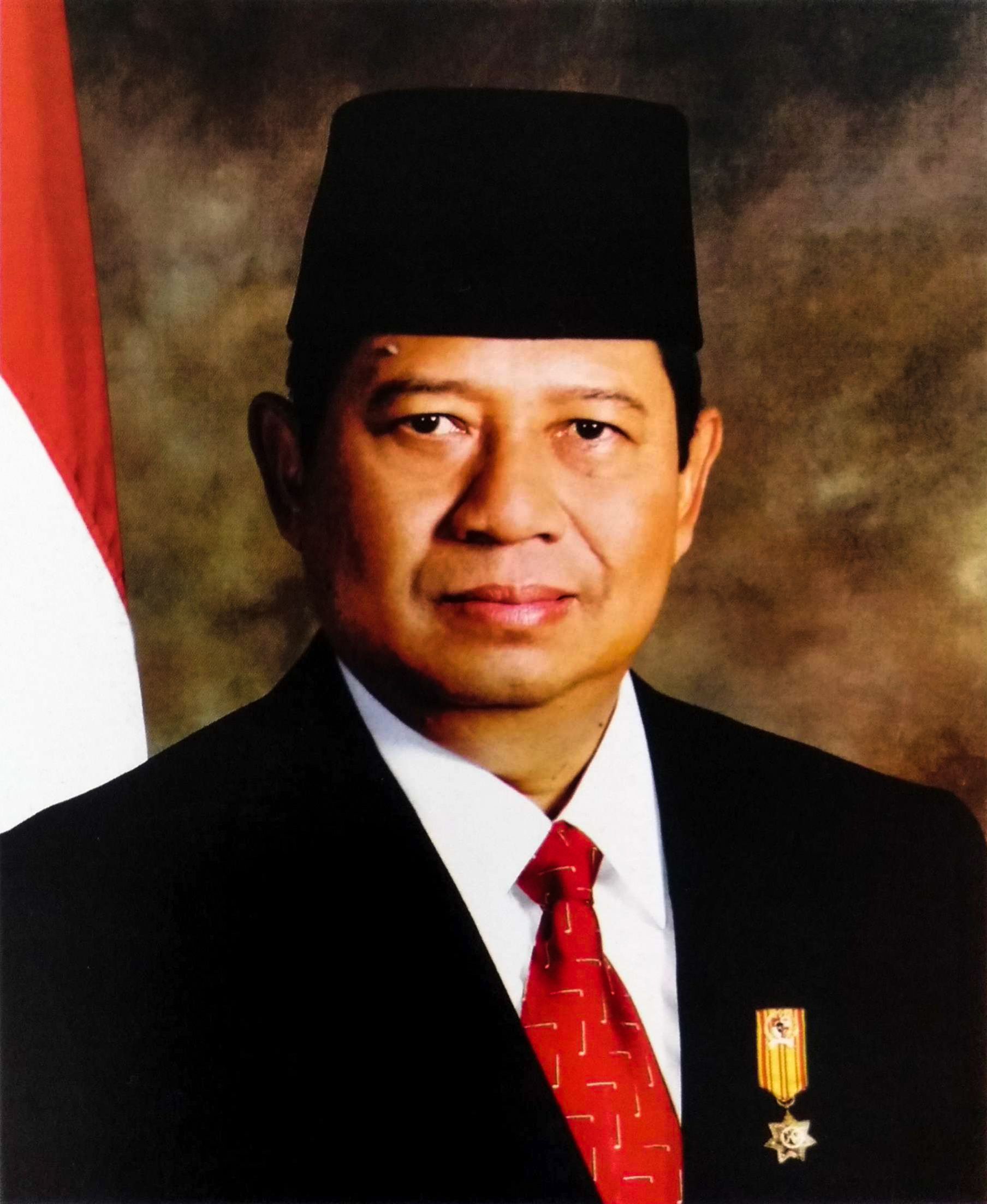
Сусило Бамбанг Юдойоно
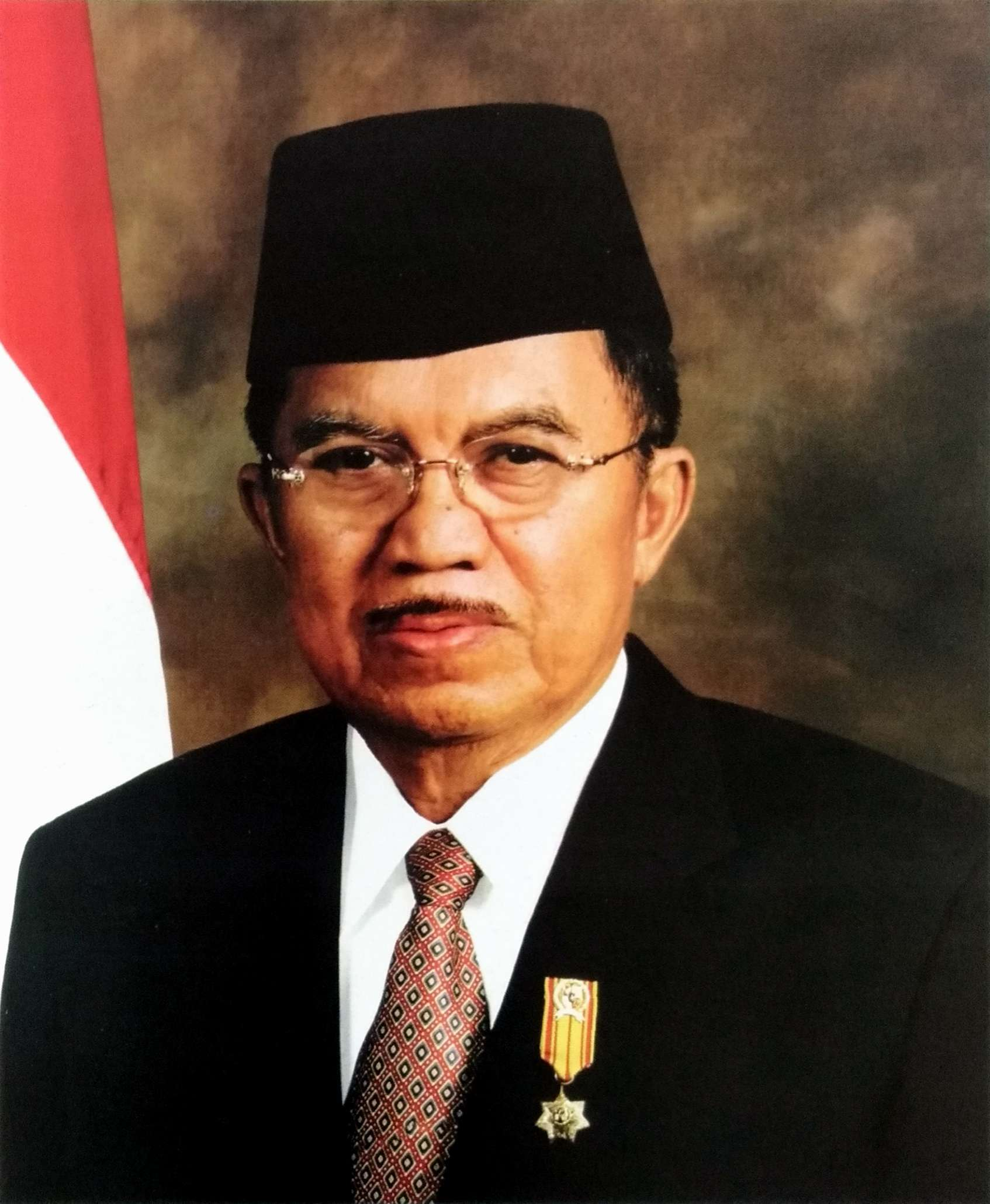
Мухаммад Юсуф Калла
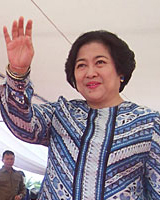
Мегавати Сукарнопутри

## Результаты выборов
| Кандидат в президенты/в вице-президенты | Голосов    | % от общего числа голосов |
| --------------------------------------- | ---------- | ------------------------- |
| Сусило Бамбанг Юдойоно/Будионо          | 73 874 562 | 60,8 %                    |
| Мегавати Сукарнопутри/Прабово Субианто  | 32 548 105 | 26,79 %                   |
| Мухаммад Юсуф Калла/Виранто             | 15 081 814 | 12,41%                    |

Действующий президент Юдойоно был переизбран на второй срок.